# Seagate Technology
Seagate Technology (Сигейт Текнолоджи) — американская компания, специализирующаяся на производстве жёстких дисков и решений для хранения данных. Основана в 1979 году как Shugart Technology. С 2010 года компания зарегистрирована в Дублине (Ирландия). Исполнительные офисы расположены в Купертино, Калифорния, а исследовательский центр — в Питтсбурге, Пенсильвания.

## История
Официально была основана 1 ноября 1979 года Аланом Шугартом, Томом Митчеллом, Дугом Махоном и Финисом Коннером. Название Shugart Technology вскоре было изменено на Seagate Technology во избежание путаницы с Shugart Associates. Первым продуктом компании стал 5-мегабайтный жёсткий диск ST-506 (1980 год) со скоростью доступа в 1,5 раза выше, чем у накопителя на 5,25-дюймовых гибких дисках. Размер диска 5,25 дюймов стал стандартом для персональных компьютеров. В 1981 году данную модель стали производить по лицензии Texas Instruments and Honeywell Bull. В 1981 году Seagate стала публичной компанией. В 1983 году Seagate преобрела калифорнийского производителя тонкоплёночных магнитных материалов Grenex, чтобы увеличить плотность записи данных. Крупнейшим покупателем продукции Seagate была компания IBM (почти 60 % продаж в 1984 году). Seagate использовала оффшорную фабрику в Сингапуре по производству печатных плат. В 1984 году старшим вице-президентом компании и техническим директором был Дуг Махон. Во второй половине 1984 года бум на жёсткие диски закончился, в июле 1984 года компания уволила 700 сотрудников, перестала нанимать новых сотрудников и планировала продать фабрику в Уотсонвилле, которая так никогда и не была запущена. Конкурирующий производитель Tandon, который недавно появился на рынке винчестеров, начал ценовую войну и вынудил Seagate снизить цены на 10-мегабайтные диски на $100 (примерно до $320).
| Год  | Выручка, млн. $ | Чистая прибыль, млн. $ |
| ---- | --------------- | ---------------------- |
| 1981 | 9,8             | 1,8                    |
| 1982 | 40,4            | 6,9                    |
| 1983 | 110,4           | 13,1                   |
| 1984 | 343,9           | 42,0                   |
| 1985 | 215             |                        |
| 1990 | 2400            |                        |
| 1993 |                 | 195                    |
| 1994 | 3500            | 225                    |
| 1996 | 8590            | 213                    |
| 1997 |                 | 658                    |
| 1998 |                 | 530                    |
| 1999 | 6800            |                        |

Финис Коннор покинул компанию в 1985 году и основал собственный бизнес по выпуску дисков для носимых компьютеров — Conner Peripherals; в 1996 году Conner Peripherals была поглощена Seagate Technology за $1 млрд. В 1987 году возрос спрос на 3,5-дюймовые накопители, из-за чего у Seagate снизились продажи. В 1989 году компания уволила почти 2200 сотрудников в Сингапуре и США и в июне приобрела Imprimis — дисковое подразделение Control Data Corporation, получив доступ к рынку серверных технологий хранения данных высокой ёмкости. В 1989 году появились модели ST-225 объемом 20 МБайт и ST-238 объёмом 30 МБайт. В сентябре 1991 с поста президента ушёл Том Митчелл. Его должность занял Алан Шугарт, чья стратегия заключалась в переходе на более прибыльные рынки, от производства внешних винчестеров к накопителям для мэйнфреймов. Seagate начала сотрудничество с Corning Inc., которая стала производить подложку для дисков из новой керамической смеси.
В ноябре 1992 года компания запустила в серийное производство жёсткие диски под торговой маркой Barracuda, первые диски на рынке со скоростью вращения шпинделя 7200 об./мин. К маю 1993 года был продан 50-миллионный диск Seagate. В октябре 1993 года должность старшего вице-президента по корпоративному развитию занял Стивен Дж. Лусо (англ. Stephen J. Luczo, в 1996 году он стал исполнительным вице-президентом по корпоративному развитию, в сентябре 1997 года — президентом и главным операционным директором). В 1994 году Seagate приобрела компании Palindrome за $69 млн и Crystal Computer Services за $18,6 млн, основала дочернюю компанию Seagate Software, Inc. и начала производство программного обеспечения. В 1996 году стоимость компании Seagate оценивалась в $8 млрд. В 1998 году компания уволила 10 000 сотрудников, преимущественно в Азии, были закрыты два из пяти дизайнерских центра в США. К апрелю 1999 года было продано 250 миллионов жёстких дисков Seagate. В феврале 2000 года компания анонсировала жёсткие диски со скоростью вращения шпинделя 15000 об./мин.; к марту 2005 года их было продано 10 миллионов.
Forbes выбрал Seagate компанией года в 2006. В мае 2006 года компания поглотила Maxtor Corporation, включая дочерние MiniScribe, Quantum Corporation и дисковое подразделение DEC.
В 2008 доверие пользователей к компании серьёзно пошатнулось после серьёзных проблем с жёсткими дисками Seagate 7200.11 и некоторыми другими.
В 2009 году, спустя 29 лет после выпуска первого винчестера, компания выпустила свой миллиардный жесткий диск.
С 2000 по апрель 2010 года Seagate Technology была зарегистрирована на Каймановых островах.
В 2011 году Seagate купила подразделение компании Samsung по производству жёстких дисков.
В августе 2012 Seagate Technology приобрела за 186 млн долларов 64,5 % акций французской компании LaCie, выпускающей периферийные устройства.
В марте 2013 года компания выпустила двухмиллиардный жесткий диск.
В 2014 году компания приобрела производителя оборудования для тестирования накопителей Xyratex.

## Продукты
В составе продуктов компании — внешние, внутренние и сетевые устройства хранения данных, средства домашнего развлечения. Компании принадлежит интернет-сервис для корпоративных пользователей i365, предоставляющий услуги по резервированию данных (технологии ранее принадлежали EVault и MetaLINCS).
Компании принадлежат торговые марки жёстких, гибридных дисков и SSD — Barracuda (бытового назначения, настольные ПК, SATA), Cheetah (серверные, интерфейс SAS), Savvio (серверные, SAS), Constellation (для рабочих станций, SATA), Pulsar (SSD для серверов, SAS), DiamondMax (сняты с производства), Momentus (жёсткие диски для ноутбуков и неттопов, 2'5" SATA). Выпускаются жёсткие диски с самошифрованием (FDE, FIPS 140-2). На заводе Seagate в Дерри производится 80 % магнитных головок для жестких дисков, а остальные 20 % — в США.
Торговые марки систем хранения информации — FreeAgent, BlackArmor, Maxtor OneTouch и CentralAxis.

## Критика
В начале 2009 года стало известно о серьёзных проблемах с жёсткими дисками Seagate, в частности, в новой модели популярной серии Barracuda 7200.11. В новых микропрограммах жёстких дисков обнаружилась ошибка, которая часто приводила к блокировке жёсткого диска и невозможности получения доступа без специального оборудования, однако существуют случаи успешного восстановления дисков самими пользователями в домашних условиях. Так как в России нет сервисных центров Seagate, свои гарантийные обязательства компания осуществляет через официальных дистрибьюторов и авторизованных реселлеров, при этом все же рекомендуя обращаться по месту приобретения жесткого диска.
В апреле 2023 года Министерство торговли США оштрафовало Seagate на $ 300 млн за поставку жёстких дисков Huawei на $ 1,1 млрд в обход санкций.